# خبرگزاری آلمان

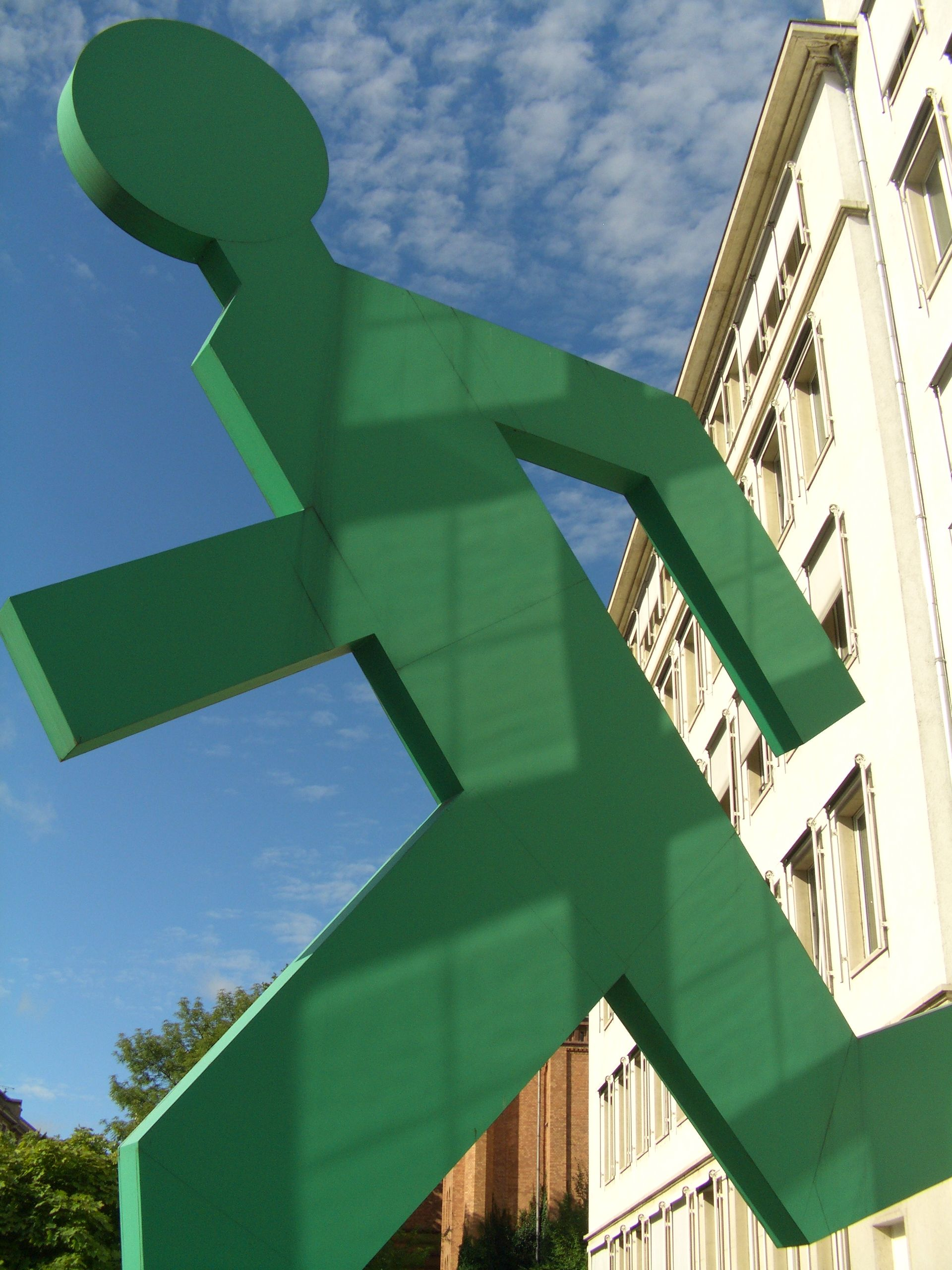
مجسمه سرعت مقابل دفتر فرانکفورت خبرگزاری آلمان

خبرگزاری آلمان (به آلمانی: dpa) بزرگترین خبرگزاری جمهوری فدرال آلمان است که دفتر اصلی آن در شهر هامبورگ قرار دارد. این خبرگزاری ۱۰۰ دفتر در سراسر جهان و بیش از ۵۰ دفتر در آلمان دارد.

## تاریخجه
خبرگزاری آلمان ۱۸ آگوست ۱۹۴۹ از دل دو خبرگزاری آلمانی با نام‌های دنا و زودن به وجود آمد. نخستین خبری که این خبرگزاری مخابره کرد در تاریخ اول سپتامبر ۱۹۴۹ بود.

## خط مشی
خبرگزاری آلمان به صورت ۲۴ ساعته همه اخبار، گزارشها و مقالات روزنامهها، مجلات، رادیوها، تلویزیونها، سایتها و خبرگزاری‌های محلی را رصد می‌کند و با توجه به سیاست‌های خود آنها را به سراسر جهان مخابره می‌کند.
این خبرگزاری در همه زمینه‌های خبری مانند سیاسی، اقتصادی، ورزشی، اجتماعی و فرهنگی فعالیت می‌کند و گزارش‌های خود را به صورت متن، عکس و ویدئو منتشر می‌کند.
اخبار و گزارش‌های خبرگزاری آلمان به صورت رایگان در اختیار افراد و نهادها قرار نمی‌گیرد. درآمد این خبرگزاری در سال ۲۰۰۷ ۹۴ میلیون یورو اعلام شد.
استقلال از ایدئولوژِی، دولت و تجارت، غیر حزبی بودن، و ترجیح دقت بر سرعت به عنوان ارزش های این خبرگزاری اعلام شده است. 

## تحریریه
خبرگزاری آلمان بیش از ۱۲۰۰ خبرنگار، گزارشگر، تحلیلگر و عکاس دارد که در دفاتر خبری آن در سراسر جهان فعالیت می‌کنند.
اخبار این خبرگزاری به چهار زبان آلمانی، انگلیسی، اسپانیایی و عربی منتشر می‌شود. خبرهای انگلیسی در برلین، خبرهای اسپانیایی در بوئنوس‌آیرس و مادرید و خبرهای عربی در قاهره تولید و منتشر می‌شوند.

## رقبای خبری
رقبای خبری خبرگزاری آلمان معمولاً خبرگزاری فرانسه، خبرگزاری آسوشیتدپرس و خبرگزاری رویترز، افه و تاس هستند.